# 히카르두 굴라르
히카르두 굴라르 페레이라(브라질 포르투갈어: Ricardo Goulart Pereira, 브라질 포르투갈어 발음: [ʁiˈkaʁdu ɡuˈlaʁ peˈʁejʁɐ], 1991년 6월 5일~)는 브라질의 전직 축구 선수로 선수 시절 공격형 미드필더로 활동했다. 중국어식 이름은 가오라터(중국어: 高拉特, 병음: Gāo Lātè, 한자음: 고랍특)이며 2019년 7월 17일 브라질에서 중화인민공화국으로 귀화했고 2021년 중화인민공화국 국적을 포기하고 브라질 국적을 회복했다.
2009년 EC 산투 안드레에서 프로 축구 선수 경력을 시작했고 2011년 SC 인테르나시오나우로 임대를 갔다 왔다. 2012년 캄페오나투 브라질레이루 세리이 B의 고이아스 EC로 이적했고 2013년 캄페오나투 브라질레이루 세리이 A의 크루제이루 EC로 이적했다. 그는 크루제이루에서 총 99경기에 출전해 34득점을 기록하며 크루제이루의 2013년 세리이 A, 2014년 세리이 A 우승에 기여했고 2014년 볼라 지 오우루와 볼라 지 플라타에 선정되었다. 2015년 광저우 헝다로 이적하며 아시아 축구계에 입성했고 광저우에서의 첫 시즌에 2015년 AFC 챔피언스리그와 중국 슈퍼리그 2015년 우승을 달성했다. 광저우에서 중국 슈퍼리그 우승 3회, 중국 FA컵 우승 1회, 중국 FA 슈퍼컵 우승 3회를 달성한 후 2021년 광저우를 떠나 2022년 산투스 FC에 이적했다. 그는 2022년 8월부터 2023년까지 EC 바이아에서 활동한 후 2023년 선수 경력을 마감했다.
굴라르는 2014년 브라질 축구 국가대표팀에 합류해 콜롬비아 축구 국가대표팀과의 친선 경기에 출전하며 브라질 대표팀 데뷔전을 가졌다. 그는 2019년 중화인민공화국 국적을 취득하고 중국 축구 국가대표팀에 발탁되었으나 귀화한 국가에 5년 이상 거주해야 귀화한 국가의 대표팀 출전 자격을 얻을 수 있는 국제 축구 연맹 규정을 충족하지 못해 중국 대표팀 데뷔전을 가지지 못했다.